# غايوس سيمبرونيوس توديتانوس
غايوس سيمبرونيوس توديتانوس (باللاتينية: Gaius Sempronius Tuditanus) هو مؤرخ وسياسي روماني من القرن الثاني قبل الميلاد. ولد لعائلة سيمبرونيا ألتي تنحدر من العامة. أصبح والده عضو في مجلس الشيوخ الروماني بفضل تنظيم الوضع السياسي في اليونان. فورث من والده كرسي مجلس الشيوخ. أصبح قنصل الجمهورية الرومانية في سنة 129 ق م، وفي تلك السنة حارب ضد الإيليريين. تكلم في مؤلفاته عن تاريخ شبه الجزيرة الإيطالية وتاريخ قبائلها. كان له ابنة وحيدة اسمها سيمبرونيا وألتي تزوجت من القنصل ديسيموس يونيوس بروتوس.